# Cinesa
Cinesa, la raó social de la qual és Cinesa - Companyia d'Iniciatives i Espectacles, S.A., és una empresa espanyola fundada el 1944 dedicada a l'exhibició cinematogràfica. Actualment, compta amb 35 complexos i 417 sales a tot Espanya. La companyia forma part d'Odeon Cinemas Group, un grup que opera a diversos països europeus com Espanya, Regne Unit, Irlanda, Alemanya, Itàlia i Portugal. Des del 2016, Odeon Cinemas Group és propietat d'AMC Theatres.

## Història
El 1944, el productor barceloní Alfredo Matas i l'empresari José Arquer es van unir per inaugurar un complex de luxe a l'avinguda Diagonal de Barcelona. El Cine Windsor va ser el resultat d'aquesta associació, un lloc que no només oferia projeccions cinematogràfiques, sinó també un bar, un restaurant i un teatre de butxaca, convertint-se així en un punt de trobada cultural a la capital catalana.
Va ser el 1958 quan es va introduir una innovadora tecnologia al Cine Windsor. El sistema de projecció Cinerama va fer la seva aparició, presentant una pantalla corbada que abastava tot el camp visual de l'espectador. Aquesta tecnologia revolucionària combinava tres imatges projectades des de diferents projectors de manera sincronitzada, brindant als espectadors una experiència visual única i envoltant. Matas va ser el responsable de portar aquesta tecnologia a Espanya, duent a terme reformes al Teatre Nou i al Cinema Albéniz de Madrid per adaptar-los a les noves especificacions tècniques del Cinerama.
Amb el temps, es van incorporar nous socis i el complex va ser reanomenat com a Cinesa. El 1962, Cinesa va iniciar la seva expansió, començant per establir un cinema itinerant anomenat Itinerama, que va recórrer tot el país per mostrar el nou sistema de projecció a les principals ciutats d'Espanya. Aquesta iniciativa va permetre que més persones poguessin gaudir de l'experiència del Cinerama.
Posteriorment, es van obrir nous cinemes a Madrid, com Proyecciones, i a Barcelona, com Florida. No obstant això, el 1966, a causa de la complexitat tècnica i de l'alt cost del Cinerama, es va prendre la decisió de discontinuar-ne l'ús. Això va portar a Cinesa a adaptar els seus cinemes per projectar pel·lícules convencionals i a continuar la seva expansió de manera gradual.
El 1972, la companyia va augmentar d'11 a 25 sales de projecció, i el 1973, Cinesa va introduir el "Ticket Rojo", un descompte especial en el preu de les entrades per a jubilats, un programa que encara s'aplica actualment sota el nom de "Majors de 65 anys". Entre el 1976 i el 1980, l'empresa va aconseguir un total de 37 cinemes, gràcies en part a la introducció de les primeres minisales. Aquest format reeixit en altres països va portar Cinesa a establir els anomenats Minicines a Madrid, sent el primer inaugurat el 16 de juliol de 1976 al carrer Fuencarral, 126. El 1986, es va establir el Dia de l'espectador i es va implementar un pla de modernització de les sales de cinema.
Als anys noranta, Cinesa es va convertir en líder del sector de l'exhibició cinematogràfica amb 65 pantalles i 6,5 milions d'espectadors. El 1992, van començar a acceptar el Carnet Jove i van crear el Carnet d'Estudiant Universitari.
Durant la seva trajectòria, Cinesa va comptar amb la participació d'importants accionistes, entre els quals William Forman, un empresari nord-americà que tenia la llicència d'explotació del Cinerama. Forman va adquirir una participació majoritària a Cinesa a través de diverses adquisicions d'accions. Més tard, el seu fill, que ja tenia el 80% de la companyia, va arribar a un acord amb United Cinemas International (UCI) perquè adquirís el 100% de Cinesa. El 2004, UCI es va unir a Terra Firma Capital Partners, una empresa d'inversió britànica, duent a terme una nova etapa en la història de Cinesa, i el 2005, Cinesa va adquirir Warner Lusomundo Sogecable i 11 multiplexes. El 2006, van comprar els complexos cinematogràfics d'AMC Cinemas.
El 2011, Cinesa va expandir encara més la seva presència adquirint cinc cinemes de la cadena francesa UGC, ampliant així la seva presència a Espanya. Aquest mateix any, també van adquirir els cinemes Coliseu Zubiarte i Coliseu Max Oci del Circuit Coliseu, consolidant la seva posició al mercat de l'exhibició cinematogràfica.
El 2014, Cinesa va continuar la seva expansió mitjançant l'adquisició de diversos cinemes de la companyia ÁBACO CINEBOX, fet que els va permetre ampliar la seva presència a diferents ubicacions d'Espanya, com Guipúscoa, Sevilla i Castelló.
El 2016, el Grup Odeon - UCI Cinemas Group, del qual forma part Cinesa, va ser adquirit per AMC Theatres, convertint-se en la companyia d'exhibició cinematogràfica més gran del món.
El març del 2023, Cinesa va presentar Unlimited Card, un nou pla de subscripció cinematogràfica a Espanya. Aquest pla permet als espectadors accedir a estrenes il·limitades al llarg de l'any per una tarifa mensual de 15,90 euros.

## Cinemes
| Nom                         | Nr. Sales | Ciutat                    | Província     | Comunitat Autònoma   |
| Cinesa As Cancelas          | 8         | Santiago de Compostel·la  | La Corunya    | Galícia              |
| Cinesa Bahía de Santander   | 12        | Santander                 | Cantàbria     | Cantàbria            |
| Cinesa Barnasud             | 7         | Gavà                      | Barcelona     | Catalunya            |
| Cinesa Bonaire              | 12        | Aldaia                    | València      | Comunitat Valenciana |
| Cinesa Camas                | 12        | Camas                     | Sevilla       | Andalusia            |
| Cinesa Diagonal             | 11        | Barcelona                 | Barcelona     | Catalunya            |
| Cinesa Diagonal Mar         | 11        | Barcelona                 | Barcelona     | Catalunya            |
| Cinesa Equinoccio           | 12        | Majadahonda               | Madrid        | Comunitat de Madrid  |
| Cinesa Festival Park        | 12        | Marratxí                  | Illes Balears | Illes Balears        |
| Cinesa Garbera              | 7         | Sant Sebastià             | Guipúscoa     | País Basc            |
| Cinesa Grancasa             | 7         | Saragossa                 | Saragossa     | Aragó                |
| Cinesa Heron City Las Rozas | 24        | Las Rozas de Madrid       | Madrid        | Comunitat de Madrid  |
| Cinesa Intu Xanadú          | 14        | Arroyomolinos             | Madrid        | Comunitat de Madrid  |
| Cinesa La Farga             | 7         | L'Hospitalet de Llobregat | Barcelona     | Catalunya            |
| Cinesa La Gavia             | 10        | Madrid                    | Madrid        | Comunitat de Madrid  |
| Cinesa La Moraleja          | 8         | Alcobendas                | Madrid        | Comunitat de Madrid  |
| Cinesa Las Rosas            | 8         | Madrid                    | Madrid        | Comunitat de Madrid  |
| Cinesa Manoteras            | 20        | Madrid                    | Madrid        | Comunitat de Madrid  |
| Cinesa Marineda City        | 12        | La Corunya                | La Corunya    | Galícia              |
| Cinesa Max Ocio             | 16        | Baracaldo                 | Biscaia       | País Basc            |
| Cinesa Méndez Álvaro        | 17        | Madrid                    | Madrid        | Comunitat de Madrid  |
| Cinesa Nassica              | 20        | Getafe                    | Madrid        | Comunitat de Madrid  |
| Cinesa Nueva Condomina      | 15        | Múrcia                    | Múrcia        | Regió de Múrcia      |
| Cinesa Oasiz                | 11        | Torrejón de Ardoz         | Madrid        | Comunitat de Madrid  |
| Cinesa Parc Vallès          | 20        | Terrassa                  | Barcelona     | Catalunya            |
| Cinesa Parque Principado    | 12        | Lugones                   | Astúries      | Principat d'Astúries |
| Cinesa Parquesur            | 12        | Leganés                   | Madrid        | Comunitat de Madrid  |
| Cinesa Plaza Loranca 2      | 11        | Fuenlabrada               | Madrid        | Comunitat de Madrid  |
| Cinesa Príncepe Pío         | 9         | Madrid                    | Madrid        | Comunitat de Madrid  |
| Cinesa Proyecciones         | 8         | Madrid                    | Madrid        | Comunitat de Madrid  |
| Cinesa Puerto Venecia       | 10        | Saragossa                 | Saragossa     | Aragó                |
| Cinesa SOM Multiespai       | 12        | Barcelona                 | Barcelona     | Catalunya            |
| Cinesa Salera               | 14        | Castelló de la Plana      | Castelló      | Comunitat Valenciana |
| Cinesa Urbil                | 8         | Usurbil                   | Guipúscoa     | País Basc            |
| Cinesa Zubiarte             | 8         | Bilbao                    | Biscaia       | País Basc            |

## Premi
Premis Sant Jordi de Cinematografia
| Any  | Categoria                            | Resultat   |
| ---- | ------------------------------------ | ---------- |
| 2009 | Premi a la innovació en la indústria | Guanyadora |